# Merter Yüce
Merter Yüce (sinh 18 tháng 2 năm 1985) là một cầu thủ bóng đá Thổ Nhĩ Kỳ thi đấu ở vị trí tiền vệ phòng ngự cho Bursaspor.